# Supercoppa UEFA 1988
La Supercoppa UEFA 1988 è stata la tredicesima edizione della Supercoppa UEFA.
Si è svolta il 1° e 8 febbraio 1989 in gara di andata e ritorno tra la squadra vincitrice della Coppa dei Campioni 1987-1988, ovvero gli olandesi del PSV Eindhoven, e la squadra vincitrice della Coppa delle Coppe 1987-1988, ossia i belgi del Mechelen. A conquistare il titolo è stato il Mechelen, che ha vinto la gara di andata a Malines per 3-0 e ha perso la gara di ritorno ad Eindhoven per 1-0.

## Partecipanti
| Squadre | Qualificazione                                | Partecipazioni precedenti (il grassetto indica la vittoria) |
| ------- | --------------------------------------------- | ----------------------------------------------------------- |
| PSV     | Vincitrice della Coppa dei Campioni 1987-1988 | Nessuna                                                     |
| Malines | Vincitrice della Coppa delle Coppe 1987-1988  | Nessuna                                                     |

## Tabellini

### Andata
| Arbitro: | Siegfried Kirschen |

|                              |           |  |
| Bosman 16’, 50’ De Wilde 17’ | Marcatori |  |

| Mechelen | PSV Eindhoven |

| Malines (4-4-2) |    |                        |  |     |
|                 |    |                        |  |     |
| P               | 1  | Michel Preud'homme (c) |  |     |
| D               | 5  | Graeme Rutjes          |  |     |
| D               | 4  | Bruno Versavel         |  |     |
| D               | 6  | Wim Hofkens            |  |     |
| D               | 10 | Paul De Mesmaeker      |  |     |
| C               | 2  | Koen Sanders           |  |     |
| C               | 3  | Marc Emmers            |  |     |
| C               | 7  | Erwin Koeman           |  | 58’ |
| C               | 8  | Pascal de Wilde        |  |     |
| A               | 9  | John Bosman            |  | 89’ |
| A               | 11 | Piet den Boer          |  |     |
| Sostituzioni:   |    |                        |  |     |
| D               | 12 | Geert Deferm           |  | 58’ |
| C               | 14 | Marc Wilmots           |  | 89’ |
| Allenatore:     |    |                        |  |     |
| Aad de Mos      |    |                        |  |     |

| PSV (4-3-3)   |    |                   |             |     |
|               |    |                   |             |     |
| P             | 1  | Patrick Lodewijks |             |     |
| D             | 2  | Eric Gerets (c)   |             |     |
| D             | 4  | Ronald Koeman     |             |     |
| D             | 3  | Stan Valckx       |             |     |
| D             | 5  | John Veldman      |             |     |
| C             | 7  | Berry van Aerle   | Ammonizione |     |
| C             | 6  | Søren Lerby       |             |     |
| C             | 8  | Gerald Vanenburg  |             |     |
| A             | 9  | Romário           |             |     |
| A             | 10 | Hans Gillhaus     |             |     |
| A             | 11 | Anton Janssen     |             | 72’ |
| Sostituzioni: |    |                   |             |     |
| A             | 14 | Juul Ellerman     |             | 72’ |
| Allenatore:   |    |                   |             |     |
| Guus Hiddink  |    |                   |             |     |

### Ritorno
| Arbitro: | Erik Fredriksson |

|              |           |  |
| Gillhaus 78’ | Marcatori |  |

| PSV Eindhoven | Mechelen |

| PSV (4-3-3)   |    |                   |             |     |
|               |    |                   |             |     |
| P             | 1  | Patrick Lodewijks |             |     |
| D             |    | Eric Gerets (c)   |             |     |
| D             |    | Jozef Chovanec    |             |     |
| D             |    | Jan Heintze       |             |     |
| D             | 4  | Ronald Koeman     |             |     |
| C             |    | Berry van Aerle   |             |     |
| C             |    | Gerald Vanenburg  | Ammonizione |     |
| C             |    | Edward Linskens   |             | 66’ |
| A             | 9  | Romário           |             |     |
| A             |    | Hans Gillhaus     |             |     |
| A             | 11 | Juul Ellerman     |             |     |
| Sostituzioni: |    |                   |             |     |
| D             | 15 | Stan Valckx       |             | 66’ |
| Allenatore:   |    |                   |             |     |
| Guus Hiddink  |    |                   |             |     |

| Malines (4-3-3) |   |                        |             |     |
|                 |   |                        |             |     |
| P               | 1 | Michel Preud'homme (c) |             |     |
| D               |   | Graeme Rutjes          |             |     |
| D               |   | Geert Deferm           |             |     |
| D               |   | Wim Hofkens            |             |     |
| D               |   | Paul De Mesmaeker      |             |     |
| C               |   | Koen Sanders           | Ammonizione |     |
| C               |   | Marc Emmers            |             | 39’ |
| C               | 8 | Pascal de Wilde        | Ammonizione |     |
| C               |   | Bruno Versavel         |             |     |
| A               |   | John Bosman            |             |     |
| A               |   | Piet den Boer          |             |     |
| Sostituzioni:   |   |                        |             |     |
| C               |   | Erwin Koeman           |             | 39’ |
| Allenatore:     |   |                        |             |     |
| Aad de Mos      |   |                        |             |     |